# Bartłomiej Chwała
Bartłomiej Chwała – polski ksiądz katolicki, działacz niepodległościowy.

## Życiorys
Pochodził z Biłgoraja ze znanej rodziny trudniącej się sitarstwem. W kwietniu 1845 objął posadę proboszcza w parafii pw. Trójcy Świętej i Wniebowzięcia NMP w Biłgoraju. W okresie przed powstaniem styczniowym zaangażował się w niepodległościową działalność konspiracyjną.
Po wybuchu powstania styczniowego w 1863 o aktywnej działalności Chwały dowiedziały się władze rosyjskie. 15 marca 1863 Rosjanie podjęli próbę aresztowania proboszcza. Jednakże w porę ostrzeżony duchowny zdołał ewakuować się z miasta dzień wcześniej. Wobec niemożności aresztowania księdza Rosjanie dokonali przeszukania plebanii i kościoła. Nie udało im się jednak znaleźć poszukiwanego sztandaru powstańczego.
Zbiegły Chwała wyruszył na emigrację. Najpierw znalazł się w Galicji, a następnie przez Morawy dostał się do Jass. W tym ostatnim mieście zamieszkał u swojego kuzyna, pochodzącego z Biłgoraja rzemieślnika sitarskiego.